# 金町
金町（かなまち）は、かつて東京府東部に存在した町。南葛飾郡に属した。
現在の東京都葛飾区のうち金町・金町浄水場の全域と、東金町（二丁目を除く）、柴又（四・五・六・七丁目）に相当する。

## 歴史
古くは金町郷といい、下総国香取神宮領の中心地として栄え、古利根川沿いの鎌倉街道に面した町屋が形成されていた。その後、金町屋と呼ばれていた時期を経て後に金町村になる。応永5年（1399年）の『葛西御厨注文』、永禄2年（1559年）の『小田原衆所領役帳』に地名が載り、中世には葛西神社（香取宮）が香取神宮造営の役所をつとめたと「香取文書」に記述がある。

### 古墳時代から近世まで
古墳時代には既に拓けていたと考えられており、古墳時代の遺物は半田稲荷神社（東金町4-28-22）・金町浄水場工事現場ほか各所から発見され、同時代にはかなりの集落が散在し、人々が住みついていたことが窺える。時代を下り、飛鳥・奈良時代の711年（和銅4年）に半田稲荷神社が、平安時代の1185年（元暦2年）には葛西神社が創立されており、これら時代にはある程度の大きさの郷となっていた。室町時代の1325年（正中2年）に記された「三浦和田文書」には「下総国金町郷」として地名としての金町の記述が見られる。
江戸時代初期の1612年（慶長17年）には江戸幕府により水戸道中の要所として江戸川の渡舟場を利用した関所である「金町松戸御関所」（葛飾区東金町8-23）が武蔵国金町村（幕府領）に設置され、以後1869年（明治2年）に関所廃止まで江戸幕府の防備上の機能を果たした。また1822年（文政5年）の『駅逓志』の記録によれば、五街道・四往還のうち東海道・奥州道中に次ぐ三番目の交通量があり、宿場に常置する伝馬の人数も五街道と同数とあり、かなりの重要な役割を担っていた。

### 沿革
- 1869年（明治2年）1月13日 - 廃藩置県により小菅県の管轄となる。
- 1871年（明治4年）11月14日 - 第1次府県統合により東京府管下第十一大区四小区となる（大区小区制）。
- 1889年（明治22年）5月1日 - 町村制の施行に伴い、南葛飾郡金町村・柴又村の区域を持って金町村（かなまちむら）が発足。
- 1925年（大正14年）8月6日 - 町制施行して金町となる。金町役場を現在葛飾区金町子どもセンターとなる場所に置く。
- 1932年（昭和7年）10月1日 - 東京市に編入。同日金町廃止。

## 教育
町廃止時点では、東京府東京市金町町立尋常高等小学校（現・葛飾区立金町小学校）のみが存在した。合併以降に現在の末広小学校・柴原小学校・常盤中学校が開校している。

## 交通

### 鉄道
- 鉄道省
  - 常磐線：金町駅
- 京成電気軌道
  - 金町線：京成金町駅

### 道路
- 国道6号（水戸街道）

## 史跡・寺社
- 葛西神社
- 金蓮院
- 半田稲荷神社
- 貞林院瑞正寺
- 霊通寺
- 常光寺
- 信養寺
- 東江寺
- 光増寺
- 観蔵寺
- 金町関所跡碑